# Отогурт
Отогурт — деревня в Глазовском районе Удмуртии в составе  сельского поселения Ураковское.

## География
Находится на расстоянии примерно 26 км на юг по прямой от центра района города Глазов. 

## История
Починок Отогуртский впервые упоминается в 1818 году, в котором в 3 дворах проживало 35 человек Он был основан на рубеже XVIII-XIX веков выходцами из деревни Удмурт Парзи (современная Тат-Парзи. В середине XIX века значился починок Верх-Сепыцский (Отогурт) на реке Сепыч. В 37 дворах проживали 437 жителей. К 1917 году в деревне насчитывалось уже 110 домов. Работали колхозы «Выль сюрес» и им. Кирова .

## Население
Постоянное население  составляло 282 человек (удмурты 75%) в 2002 году, 209 в 2012.